# Роберт Казінскі
Роберт Казінскі (англ. Robert Kazinsky), уроджений Роберт Джон Епплбі (англ. Robert John Appleby); нар. 18 листопада 1983) — англійський актор театру, кіно і телебачення і модель. Він найбільш відомий за ролями Каспера Роуза в драмі Sky One «Команда мрії», Шона Слейтера в мильній опері BBC One «Жителі Іст-Енду», Чака Генсена у фільмі Гільєрмо дель Торо «Тихоокеанський рубіж» і Макліна Ворлоу у шостому сезоні серіалу «Реальна кров» каналу HBO в 2013 році. Він зіграв орка Оргріма у фільмі «Warcraft: Початок» у 2016 році.

## Раннє життя
Роберт народився в Гейвордс-Хіт, в сім'ї Філліс і Піола Епплбі, і виріс в Брайтоні. Має старшого брата Майкла. Казінскі — єврей. Його батьки походять від іммігрантів з Польщі та Росії. Він вільно говорить на івриті. Вчився в Hove Park School з 1995 по 2000 рік. Казінскі був виключений зі школи, а пізніше і з коледжу. Роберт з'явився в постановках «Багсі Мелоун» і «Сон в літню ніч». Казінскі тренувався як актор у школі акторства Гілфорда, з вересня 2002 року по липень 2005 року. Він взяв друге ім'я свого дідуся, як сценічне ім'я.

## Кар'єра
Він з'являвся в ізраїльських телерекламах. Він зробив свій акторський дебют у 2005 році, коли у нього була гостьова роль в епізоді дитячого шоу CBBC «Шоу Безіла Браша», граючи персонажа по імені Свен Гарлі. Потім він отримав роль у футбольній драмі Sky One «Команда мрії», де він грав Каспера Роуза з кінця 2005 по 2006 року, в якій його вбили в кінці дев'ятого сезону після того, як Казінскі оголосив про намір піти.
18 травня 2006 року, було оголошено, що він буде грати Шона Слейтера в «Мешканцях Іст-Енду», і він вперше з'явився у ньому 22 серпня 2006 року, а востаннє з'явився 1 січня 2009 року.
27 березня 2007 року Казінскі був відсторонений від роботи над «Жителями Іст-Енду» на два місяці. Історія в газеті «People» стверджувала, що Казінскі «завалив модель непристойними текстовими повідомленнями і фотографіями». Казінскі розповсюдив заяву, вибачаючись за будь-які заподіяні образи й за те, що поставив шоу в погану славу."
18 січня 2008 року було оголошено, що Казінскі покине «Мешканців Іст-Енду». Говорячи з «This Morning» 31 липня 2008 року, Казінскі підтвердив, що він не буде переслідувати кар'єру в Голлівуді, а замість цього буде працювати механіком, коли піде з «Мешканців Іст-Енду».
Джордж Лукас запропонував йому роль у своєму новому фільмі про винищувачів Другої світової війни «Червоні хвости», де Казінскі грав «пілота, якому доводиться бути серед афро-американських товаришів.»
22 жовтня 2010 року було оголошено, що Казінскі був узятий на роль у майбутньому фільмі «Хоббіт». Він зіграв би Філі, члена компанії гномів, але в квітні 2011 року, Казінскі відмовився від ролі з особистих причин.
9 січня 2011 року він з'явився як запрошена зірка американської телевізійної драми «Брати і сестри» в ролі доктора Ріка Епплтона.
13 листопада 2013 року було оголошено, що він приєднається до шостого сезону американського фентезійного драматичного серіалу «Реальна кров» у 2013 році. У 2013 році, Казінскі з'явився у фільмі Гільєрмо дель Торо «Тихоокеанський рубіж» в ролі Чака Гансена, австралійського пілота єгеря[прояснити].
4 грудня 2013 року Legendary Pictures оголосили, що Казінскі приєднається до кіноадаптації «Варкрафта», яка вийшла в березні 2016 року. У березні 2015 року, він отримав головну роль у драматичному серіалі каналу Fox «Другий шанс», його персонаж, Рей Прітчард, є літнім колишнім поліцейським. Він також зобразив Оргріма в кіноадаптації «Варкрафта» і зіграв Гая в науково-фантастичної «Сирені».

## Особисте життя
Казінскі є близьким другом багатьох своїх со-зірок по «Команді мрії», включаючи: Джеймі Ломас, Кара Тойнтон, Ріки Віттл, Денні Газбандс, Джуніор Нуно, Джулі Гілі і Лорен Голд.

## Фільмографія

### Фільми
| Рік  | Назва                       | Ориг. назва                       | Роль         | Примітки        |
| ---- | --------------------------- | --------------------------------- | ------------ | --------------- |
| 2009 | Любов                       | Love                              | Майки        | короткометражка |
| 2009 | Ковбой                      | Cowboy                            | Марк         | короткометражка |
| 2012 | Червоні хвости              | Red Tails                         | Честер Барнс |                 |
| 2012 | Хоббіт: Несподівана подорож | The Hobbit: An Unexpected Journey | Філі         |                 |
| 2013 | Тихоокеанський рубіж        | Pacific Rim                       | Чак Гансен   |                 |
| 2013 | Сирена                      | Siren                             | Гай          |                 |
| 2015 | Палкі втікачки              | Hot Pursuit                       | Ренді        |                 |
| 2016 | Warcraft: Початок           | Warcraft                          | Оргрім       |                 |
| 2018 | Німий                       | Mute                              | Роб          |                 |
| 2019 | Капітан Марвел              | Captain Marvel                    | байкер       |                 |
| 2020 | Велика Америка              | Big America                       | Генрі        |                 |
| 2022 | Сіра людина                 | The Gray Man                      | Періні       |                 |

### Телебачення
| Рік     | Назва                         | Ориг. назва                | Роль               | Примітки                               |
| ------- | ----------------------------- | -------------------------- | ------------------ | -------------------------------------- |
| 2005    | Шоу Безіла Браша              | The Basil Brush Show       | Свен Гарлі         | Епізод: «Basil's Brush with Fame»      |
| 2005-06 | Команда мрії                  | Dream Team                 | Каспер Роуз        | 31 епізод                              |
| 2006-09 | Жителі Іст-Енду               | EastEnders                 | Шон Слейтер        | 254 епізоди                            |
| 2010    | Закон і порядок: Лос-Анджелес | Law and Order: Los Angeles | Ронні Пауелл       | Епізод: «Sylmar»                       |
| 2010    | Брати і сестри                | Brothers and Sisters       | доктор Рік Епплтон | 2 епізоди                              |
| 2013    | Робоцип                       | Robot Chicken              | Джордж Джетсон     | Озвучка Епізод: «Robot Fight Accident» |
| 2013    | Реальна кров                  | True Blood                 | Маклін Ворлоу      | 9 епізодів                             |
| 2016    | Другий шанс                   | Second Chance              | Джиммі Прітчард    | 11 епізодів                            |

### Озвучування відеоігор
| Рік  | Назва                  | Персонаж |
| ---- | ---------------------- | -------- |
| 2017 | Mass Effect: Andromeda | Архонт   |

## Нагороди та номінації
| Рік  | Група                   | Нагорода                 | Результат | Фільм/Телесеріал |
| ---- | ----------------------- | ------------------------ | --------- | ---------------- |
| 2006 | British Soap Awards     | Найсексуальніший чоловік | Номінація | Жителі Іст-Енду  |
| 2006 | British Soap Awards     | Лиходій року             | Номінація | Жителі Іст-Енду  |
| 2007 | British Soap Awards     | Найсексуальніший чоловік | Номінація | Жителі Іст-Енду  |
| 2007 | British Soap Awards     | Лиходій року             | Номінація | Жителі Іст-Енду  |
| 2007 | Inside Soap Awards      | Найсексуальніший чоловік | Номінація | Жителі Іст-Енду  |
| 2007 | Inside Soap Awards      | Найкращий поганець       | Номінація | Жителі Іст-Енду  |
| 2008 | All About Soap Awards   | Найкращий хлопець        | Номінація | Жителі Іст-Енду  |
| 2008 | British Soap Awards     | Найсексуальніший чоловік | Номінація | Жителі Іст-Енду  |
| 2008 | British Soap Awards     | Лиходій року             | Номінація | Жителі Іст-Енду  |
| 2008 | Inside Soap Awards      | Найсексуальніший чоловік | Перемога  | Жителі Іст-Енду  |
| 2008 | Inside Soap Awards      | Найкращий актор          | Перемога  | Жителі Іст-Енду  |
| 2008 | Inside Soap Awards      | Кращий поганець          | Номінація | Жителі Іст-Енду  |
| 2008 | Digital Spy Soap Awards | Самий популярний актор   | Номінація | Жителі Іст-Енду  |
| 2008 | Digital Spy Soap Awards | Найсексуальніший чоловік | Номінація | Жителі Іст-Енду  |
| 2008 | Digital Spy Soap Awards | Лиходій року             | Номінація | Жителі Іст-Енду  |
| 2008 | Soaper Star Awards      | Найкращий актор          | Перемога  | Жителі Іст-Енду  |
| 2008 | Soaper Star Awards      | Кращий поганець          | Номінація | Жителі Іст-Енду  |
| 2008 | Soaper Star Awards      | Найсексуальніший чоловік | Перемога  | Жителі Іст-Енду  |
| 2009 | Eastenders Awards       | Красень                  | Перемога  | Жителі Іст-Енду  |
| 2009 | All About Soap Awards   | Забійна таємниця         | Номінація | Жителі Іст-Енду  |
| 2009 | All About Soap Awards   | Фатальний потяг          | Перемога  | Жителі Іст-Енду  |
| 2009 | British Soap Awards     | Найкращий актор          | Перемога  | Жителі Іст-Енду  |
| 2009 | British Soap Awards     | Найсексуальніший чоловік | Номінація | Жителі Іст-Енду  |